# Juraj Carić
Juraj Carić (* 20. April 1867 in Svirce bei Hvar; † 17. Mai 1921 in Split) war ein kroatischer Geistlicher und Bischof von Split-Makarska.

## Leben

### Ausbildung und frühe Jahre
Er absolvierte 1884 das Gymnasium in Split und studierte von 1884 bis 1891 Theologie in Zadar. Das Sakrament der Priesterweihe empfing er am 6. Oktober 1889. Seine Studien setzte er in Wien fort, wo er mit einer Arbeit über Sanctorum patrum et theologorum scolasticorum doctrina de usura exponitur et vindicatur promoviert wurde. Er war Katechet an einer höheren Schule in Zadar und wirkte dann als Dozent der Philosophie, Kirchengeschichte, Kirchenrecht, Dogmatik und Fundamentaltheologie in Zadar. Von 1902 bis 1906 war er Direktor des Seminars in Zadar.

### Bischofsamt
Am 6. Dezember 1906 wurde er von Papst Pius X. zum Weihbischof in Split und Titularbischof von Ceramus ernannt. Die Bischofsweihe spendete ihm am 8. Dezember desselben Jahres in Rom Kardinalstaatssekretär Rafael Merry del Val; Mitkonsekratoren waren der Bischof von Split-Makarska Filip Frano Nakić und Jordan Zaninović OP, Bischof von Hvar. Nach dem Tod von Bischof Antun Đivoje folgte er am 8. Juni 1918 auf dem Bischofssitz von Split-Makarska.

### Politisches Wirken
Als am 24. Oktober 1918 das kroatische Parlament alle Beziehungen mit Österreich-Ungarn abbrach, erklärte die kroatische Geistlichkeit in einem Schreiben, dass sie den Beschluss des Nationalrates in Zagreb unterstützte. Während große Teile der östlichen Adria von der italienischen Armee besetzt waren, wandte sich Juraj Carić gegen die italienischen Ansprüche auf die östliche Adria und Italiens Politik zur Umsetzung des „Geheimvertrags“ von London 1915.
Im Jahr 1918 trat er bei einer kroatischen Bischofskonferenz als Vertreter der bevölkerungsreichsten dalmatinischen Diözese außerhalb des italienischen Einflussbereichs und als Fürsprecher der Interessen des dalmatinischen Klerus und Volkes gegen italienische Ansprüche auf. Unter dem Datum des 2. Dezember 1918 schrieb er aus Rijeka an den britischen General Gordon und den britischen  Premierminister David Lloyd George, Anfang Januar 1919 auch an den König von Großbritannien Georg V., in diesen Briefen stellt er sich immer der italienischen Besetzung Dalmatiens entgegen. Bei einem Treffen mit Kardinalstaatssekretär Pietro Gasparri Anfang 1919 überreichte er ein Memorandum an Papst Benedikt XV. in dieser Angelegenheit. Obwohl seine Bestrebungen den Interessen der Kurie entgegenstanden, wurde es Juraj Carić erlaubt, zu einer Friedenskonferenz nach Paris zu reisen. Dort erreichte er im Zusammenwirken mit Serbien schließlich eine Teilung Istriens, doch überschätzte er wohl seine Rolle bei dieser Konferenz.

## Nachwirkung
Innerkirchlich trat Juraj Carić für die Gleichstellung der kirchenslawischen (kroatisch glagoljačke) Liturgie ein, so in einem Memorandum an den Papst im Jahr 1919, in dem er die Verwendung der „glagolitischen und slawischen Sprache in der Liturgie“ befürwortete.
Er begründete das Marienheiligtum in Vepric, wo er auch bestattet ist.